# RED MOTION
〈RED MOTION〉는 그룹 AOA의 네번째 싱글이다. 2013년 10월 15일에 발매되었다.

## 활동 개요
AOA 4번째 싱글 앨범 《RED MOTION》
AOA가 2013년 10월 15일 4번째 싱글 앨범 《RED MOTION》을 발표했다. 타이틀곡은 댄스곡 〈흔들려〉로 한층 성숙한 느낌으로 변신한 AOA를 볼 수 있다. 타이틀곡 ‘흔들려’와 수록곡 ‘니꺼 내꺼’ 등 댄스곡 2곡이 수록되며 리더 지민이 모두 랩메이킹에 참여했다. 앨범명 ‘RED MOTION’은 타이틀곡 〈흔들려〉의 느낌이 담긴 움직임을 의미하는 ‘MOTION’과 섹시 컨셉으로 파격 변신한 AOA의 새로운 이미지를 내포하고 있다

## 수록곡
1. 흔들려
  - 작사: 한성호, 김도훈, 이상호, 작곡 · 편곡: 김도훈, 이상호, 랩메이킹: 지민
2. 니꺼 내꺼
  - 작사 · 작곡: 한승훈, 서용배, 편곡: 한승훈, 서용배, 랩메이킹: 지민